# Vlha proměnlivá
Vlha proměnlivá (Merops orientalis) je pták z čeledi vlhovitých.

## Taxonomie
Tento druh byl popsán anglickým ornitologem Johnem Lathamem v roce 1801 pod stejnou biologickou nomenklaturou.
Je známo několik regionálních variací opeření a bylo pojmenováno celkem 9 poddruhů:
- M. o. viridissimus
- M. o. cleopatra
- M. o. flavoviridis
- M. o. muscatensis
- M. o. cyanophrys
- M. o. beludschicus
- M. o. orientalis
- M. o. ferrugeiceps
- M. o. ceylonicus

## Popis
Jako ostatní druhy z čeledi vlhovitých je to výrazně zbarvený, štíhlý pták. Měří 16 až 18 centimetrů na délku, z toho zhruba 5 centimetrů tvoří ocas. U tohoto druhu nelze pozorovat pohlavní dimorfismus.
Byly zpozorovány i vlhy proměnlivé s leucismem.

## Rozšíření
Jde o trvale sídlícího ptáka, který však má tendenci k sezónním přesunům; je široce rozšířený napříč subsaharskou Afrikou od Senegalu a Gambie po Etiopii, údolí Nilu, západní Arábii a Asii od Indie po Vietnam.

## Výskyt
Jde o velmi rozšířeného a celkem všedního ptáka, jenž se množí na otevřených prostranstvích s křovinami. V Africe a Arábii se vyskytuje v suchých oblastech, ale dále na východ je různorodější. Často vyráží na lov z míst jen metr nebo i méně nad zemí. Rád využívá dráty v plotě a dráty elektrického vedení. Na rozdíl od jiných vlhovitých obývá i místa vzdálená od vodních ploch.
Běžně žije na pláních, ale vyskytovat se může i v Himáláji ve výškách 1 500–1 800 metrů. Obývají nížiny jižní Asie, ale některé komunity se sezónně stěhují, přičemž modely stěhování nejsou jasné; během období dešťů se přesouvají do sušších oblastí a na zimu do teplých. Do některých oblastí Pákistánu přilétají v létě.

## Chování

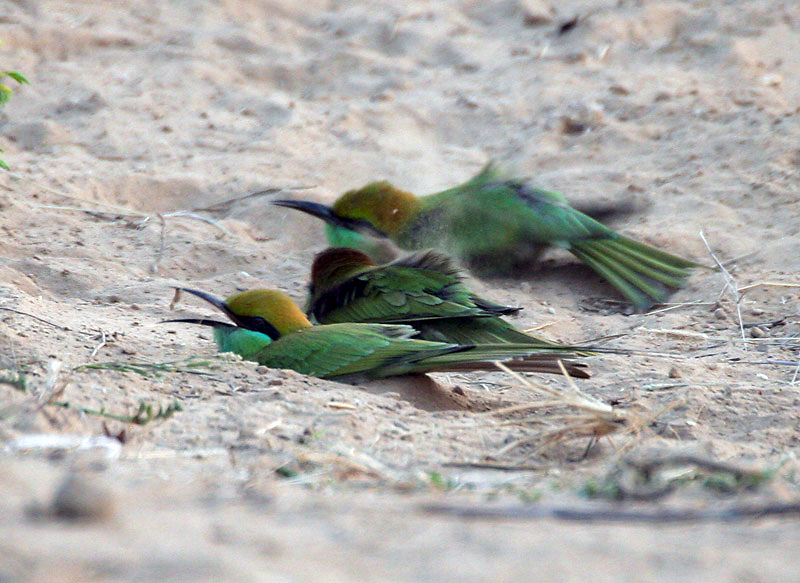
Vyhřívání v písku

Není známo, že by migrovala, ale během roku se přesouvá v závislosti na množství srážek. Ráno bývají zpomalené a bývají vidět, jak se k sobě tisknou na drátech, někdy se zobákem zastrčeným na zádech i delší dobu po východu slunce. Častěji než jiné druhy se vyhřívají v písku a někdy se i koupou ponořením do vody v letu. Vidět bývají v malých skupinách a v noci často hřadují ve velkých (200–300). Na místo hřadu se stěhují vzrušeně a s hlasitými projevy a často se bleskově rozprchnou, než se na strom k přenocování konečně usadí. Vlha proměnlivá je také stále častěji vidět v městských a příměstských oblastech a byla už pozorována, jak sedí na televizních anténách, než rychle vyrazí do křivolakého letu, aby mohla ulovit hmyz, načež se vrátí na stejné místo, aby jej pozřela. Toto chování bývá pozorováno mezi sedmou a osmou hodinou ráno a pak po čtvrté hodině odpoledne.

## Hnízdění
Rozmnožovací období je od března do června. Na rozdíl od mnoha jiných vlh tyto hnízdí osamoceně s tím, že hloubí tunely v písčitých březích. K párům se často přidávají pomocníci. Hnízdí v dutinách ve vertikálních bahnitých březích. Vytvořený hnízdní tunel může mít délku až 1,5 metru. Na holou zem v dutině na konci tunelu kladou 3–5 vajec, jež jsou velmi kulatá, lesklá a bílá. Jejich počet závisí na množství srážek a množství dostupného hmyzu a sedí na nich oba rodiče. Mláďata se líhnou asynchronně s inkubační dobou asi 14 dní a opeřují se během 3 až 4 týdnů, přičemž přicházejí o část své váhy. V jedné studii se ukázalo, že tyto vlhy jsou schopny interpretace chování lidských pozorovatelů. Vykázaly schopnost předvídat, zda bude člověk v určité oblasti schopen zpozorovat vchod do hnízda a pak se chovaly tak, aby umístění hnízda nevyzradily. Schopnost podívat se na situaci z jiného úhlu pohledu se předtím věřilo, že mají pouze primáti.
Habitaty na březích řek pomáhaly udržovat vysoké stavy populace v jižní Indii (157 ptáků na km2) klesala na 101 na km² v zemědělských oblastech a na 43–58 na km2 v blízkosti lidských obydlí.

## Potrava
Stejně jako další druhy vlhovitých se i vlha proměnlivá živí především hmyzem, obzvláště včelami, vosami a mravenci, které chytá v letu po výpadu z vyvýšených míst. Než kořist pozře, odstraní žihadlo a opakovanými údery o bidýlko otevře její vnější skelet. Pro včelaře může být nepříjemný. Preferovaný druh potravy byl hlavně brouci a hned po nich blanokřídlí. Rovnokřídlým se spíše vyhýbají.. Je známo, že někdy berou kraby. Jako většina ostatních ptáků vyvrhávají pevné části kořisti.
Jejich žaludek někdy napadá endoparazitická hlístice Torquatoides balanocephala. Z Indie byl v jejich krvi popsán protozoální parazit Haemoproteus manwelli.

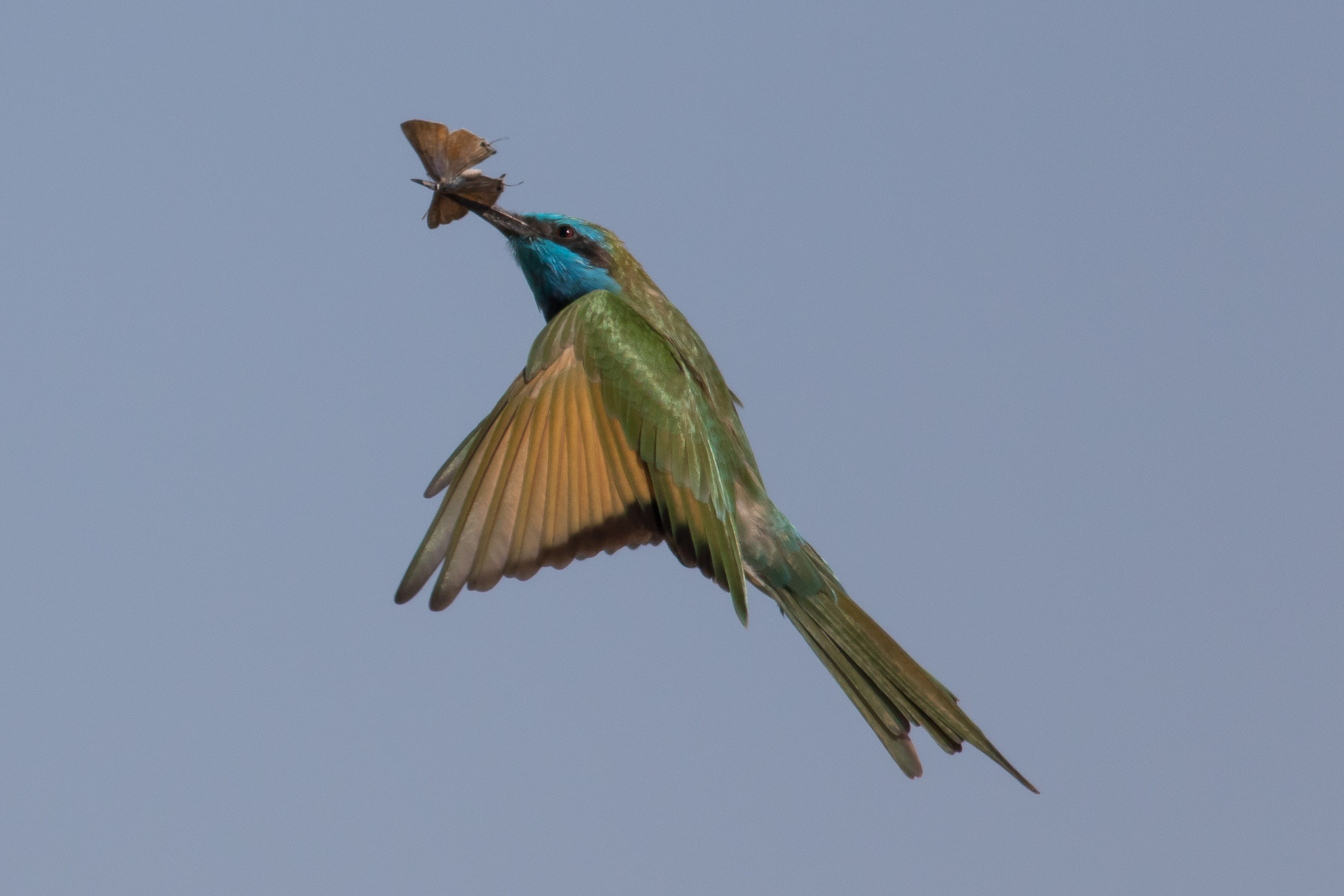
Lov motýla
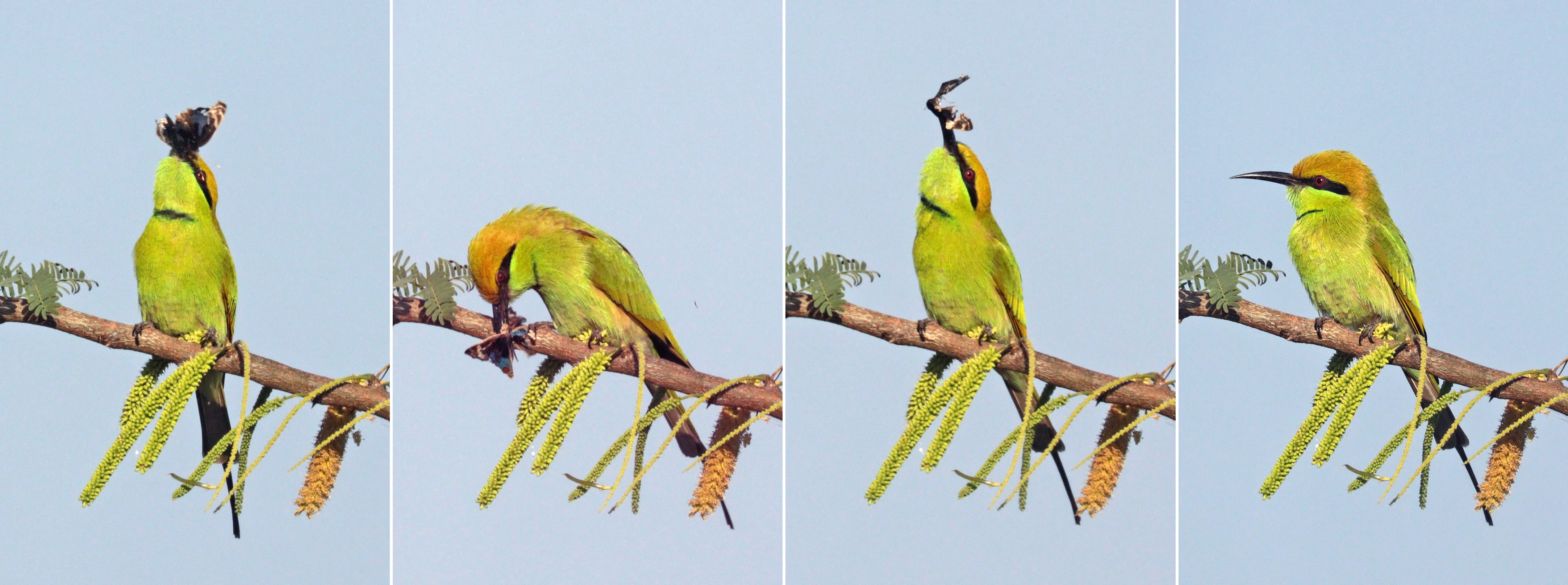
Pojídání motýla Junonia orithya